# Francesco Forte (ur. 1993)
Francesco Forte (ur. 1 maja 1993 w Rzymie) – włoski piłkarz występujący na pozycji napastnika. Wychowanek Pisy, w trakcie swojej kariery grał także w takich zespołach, jak Inter Mediolan, Forlì, Lucchese, Cremonese, Teramo, Perugia, Spezia, Waasland-Beveren oraz Juve Stabia. Młodzieżowy reprezentant Włoch.